# Schöneck/Vogtl.
Pour les articles homonymes, voir Schöneck.
Schöneck est une ville de Saxe (Allemagne), située dans l'arrondissement du Vogtland, dans le district de Chemnitz. Elle est située à 18 km au sud-est de Plauen et à 35 km au nord d'Egra, en République tchèque.
Cette ville appartient à la vallée des instruments de musique, haut lieu de fabrication des instruments de musique, dénommé également Musikwinkel (de), constituée des villes comme Markneukirchen, Erlbach, Klingenthal et Schoeneck, et d'autres lieux situés dans le Vogtland saxon. Jusqu'à la Seconde Guerre mondiale, cette région, avec Schönbach et Kraslice, a formé le centre mondial de la fabrication d' instruments de musique du côté Bohême. 